# Château de Tavigny
Le château de Tavigny est situé à Tavigny (section de la commune de Houffalize) en province du Luxembourg. Il est repris sur la liste du patrimoine immobilier classé de Houffalize. 

## Localisation
Le château se situe au centre du village ardennais de Tavigny Situé à côté de la ferme du château et de l'église Saint-Remi, le château est l'un des trois biens classés de Tavigny, formant un remarquable ensemble patrimonial, typique de l’architecture de l’Ardenne centrale.